# Irven DeVore
Irven DeVore (7 de outubro de 1934 - 23 de setembro de 2014) ex professor, antropólogo, biólogo evolucionista e curador de primatologia no Museu Peabody de Arqueologia e Etnologia da Universidade de Harvard. Chefiou o Departamento de Antropologia de Harvard de 1987 a 1992. 
Lecionou na Harvard tanto na graduação quanto na pós-graduação. Mentor de jovens cientistas que alcançaram destaque na antropologia e biologia comportamental, dentre eles: Richard Lee, Robert Trivers, Sarah Hrdy, Peter Ellison, Barbara Smuts, Patricia Draper, Henry Harpending, Marjorie Shostak, Robert Bailey, Nadine Peacock, Leda Cosmides, John Tooby, Richard Wrangham, Terrence Deacon, Steven Gaulin.

## Biografia

### Juventude e estudo
DeVore cresceu em Joy, Texas, e frequentou a Universidade do Texas para seus estudos de graduação. Mais tarde, ele buscou seu doutorado na Universidade de Chicago ao receber a bolsa Danford, que pagou todos os custos da pós-graduação dele e de sua esposa, Nancy DeVore.
Eem 1959, DeVore passou a fazer pesquisas de campo sobre o comportamento e ecologia dos babuínos, ao mesmo tempo em que Jane Goodall fazia suas pesquisas sobre chimpanzés e Robert Ardrey escrevia African Genesis (1961), um livro que DeVore costumava usar como exemplo de como não explicar a evolução humana cientificamente. O mentor de DeVore foi Sherwood Washburn, um distinto antropólogo físico e primatologista que DeVore acompanhou pela Universidade de Chicago, onde recebeu seu Ph.D. em 1962, para a Universidade da Califórnia em Berkeley, onde recebeu uma prestigiosa bolsa Miller. Sob a proteção de Washburn, ele realizou estudos pioneiros sobre o comportamento e a ecologia dos babuínos e, em 1965, publicou uma coleção de capítulos de pesquisa sobre vários primatas, um volume sob a direção de DeVore que ajudou a definir o campo da primatologia comportamental.
Suas muitas viagens de campo para os babuínos foram um foco natural para um jovem que, crescendo em Joy mergulhou na natureza. Ao longo da vida, ele foi conhecido por adotar, com prazer, animais de estimação estranhos, e suas viagens à África o colocaram de volta em contato com o mundo natural que ele amava desde a infância.

## Trabalho etnográfico
Em meados dos anos 60, DeVore voltou sua atenção para os humanos, por meio de sua colaboração com Richard B. Lee. Juntos, eles organizaram uma influente conferência internacional chamada Man the Hunter, que incluiu Claude Lévi-Strauss na antropologia cultural, Lewis Binford na arqueologia e outros especialistas em disciplinas relevantes para os estudos de caçadores-coletores, um subcampo que Lee e DeVore ajudaram a criar. 
Enquanto isso, Lee e DeVore também fizeram sua primeira visita exploratória ao noroeste de Botswana, onde contataram pessoas San que ainda estavam caçando e coletando para viver. Juntos, eles montaram um projeto multidisciplinar de anos para estudar o modo de vida do grupo conhecido como !Kung ou Ju/'hoansi, envolvendo vários alunos de pós-graduação e cientistas visitantes. O estudo se tornou um modelo para o trabalho de campo antropológico multidisciplinar, que DeVore frequentemente contrastava com a abordagem clássica de "um etnógrafo com seu povo contra o céu". 
No final da década de 1970, ele iniciou outro grande estudo multidisciplinar, junto com Robert Bailey e Nadine Peacock, entre os caçadores-coletores de pequena estatura da floresta tropical de Ituri. Isso também produziu uma série de monografias e artigos científicos que contribuíram para nossa compreensão desse modo de vida, que DeVore acreditava lançar luz sobre o passado humano.  

## Teoria evolutiva
DeVore também foi um dos primeiros entusiastas dos campos da sociobiologia e da psicologia evolucionista, promovendo seu desenvolvimento por meio de orientação e ensino, bem como por meio de entrevistas, palestras, debates e redação para públicos científicos e populares. Ele se tornou um defensor da abordagem biológica evolutiva após ser um dos poucos a ouvir as idéias de Robert Trivers, que foi rejeitado devido à sua doença mental.   Uma das consequências dolorosas para DeVore nos anos 80 e 90 foi que seu mentor e amigo próximo, "Sherry" Washburn, era um adversário ferrenho da nova abordagem. Eles finalmente se reconciliaram, mas nunca concordaram.
Filho de um pregador metodista itinerante no leste do Texas, DeVore vendeu Bíblias de porta em porta por um tempo ainda muito jovem, mas quando se convenceu da validade da teoria de Darwin, ele a ensinou e defendeu com o que muitos disseram era uma arte convincente de persuasão.
Ele sugeriu que, devido à seleção sexual, "os machos são basicamente um experimento de reprodução executado por fêmeas" e que "os machos são a forma mais segura e consistente de contribuir com variação para o sistema. . . " 
Irven DeVore disse uma vez que "Não há desculpa para aborrecer alunos quando você está falando sobre a natureza humana. É muito interessante. " Ele foi anfitrião do influente "Seminário Símio", que  reunia em sua sala de estar,nas noites de quarta-feira, em sua casa em Cambridge, figuras importantes ou em ascensão nas áreas em que estava interessado. O seminário foi um centro de fermentação intelectual nessas áreas por décadas.
Por meio desses seminários, as ideias da biologia evolutiva ganharam proeminência à medida que a seleção do grupo (no que diz respeito à explicação do comportamento) se desvaneceu, embora não diretamente por meio do trabalho de Irven. Leda Cosmides e John Tooby, dois participantes dos seminários, afirmaram que "o impacto intelectual de DeVore é menos conhecido porque suas ideas foram realizadas por meio de seus alunos e colegas." 

## Vida pessoal e prêmios
Ele era um fotógrafo ávido e amplamente publicado, e suas fotos se tornaram parte da coleção central da AnthroPhoto, uma agência fundada por sua esposa, Nancy DeVore, e agora gerenciada por sua filha, Claire. A agência é conhecida pela autenticidade científica das fotos e informações que as acompanham. DeVore também fez ou ajudou a fazer vários filmes documentais e educacionais sobre babuínos e outros assuntos.
DeVore foi membro da American Academy of Arts and Sciences, da American Association for the Advancement of Science e da American Anthropological Association. Ele ajudou a lançar as bases do Departamento de Biologia Evolutiva Humana de Harvard, que se tornou independente do Departamento de Antropologia em 2009, alguns anos após a aposentadoria de DeVore.